# Victor-Alphonse Huard
Pour les articles homonymes, voir Huard.
Victor-Alphonse Huard, né le 28 février 1853 à Saint-Roch (Québec) et mort le 15 octobre 1929 à Québec (Québec), est un prêtre, naturaliste, entomologiste, écrivain et éditeur canadien français.

## Biographie

### Formation
Fils de Laurent Huard, menuisier, et d'Ursule Thérien, il fréquente le Petit Séminaire de Québec de 1863 à 1872, obtenant son diplôme haut la main.
Il commence à s'intéresser à l'histoire naturelle à la suite d'une randonnée avec Léon Abel Provancher.

### Prêtrise
Récemment colonisée, il y a un nombre limité de prêtres dans la région du Saguenay, Huard y est donc envoyé pour enseigner au séminaire de Chicoutimi, récemment ouvert. La timidité du père Huard l'empêche d'obtenir une réelle mission pastorale au sein de la paroisse.
Huard enseigne un certain nombre de matières comme la religion, la rhétorique, la zoologie et la géographie puis devient le premier directeur du Grand Séminaire en 1899. En plus de ces fonctions, il fonde la librairie et le chœur du séminaire, est conservateur du musée, ainsi que cofondateur et corédacteur en chef du journal étudiant du Petit Séminaire. En 1895, il fonde la revue religieuse Le Messager de Saint-Antoine.
En 1894, Huard devient éditeur du Naturaliste Canadien, journal mensuel fondé par le P. Provancher. Bien que Provancher espère que le nouveau gouvernement dispose à offrir des subventions, Huard doit maintenir seul le magazine jusqu'en 1919, lorsque les gouvernements de Lomer Gouin et Louis-Alexandre Taschereau commencent à offrir une aide financière.

### Naturaliste
En 1901, il revient à Québec, où sa carrière prend un tournant définitif vers la science. Entre 1905 et 1925, il écrit un certain nombre de livres de sciences, notamment pour l'enseignement primaire. Même si certains sont réédités à plusieurs reprises et utilisés comme base d'autres textes, ils sont  souvent critiqués pour leur difficulté et pour leur qualité pseudo-scientifique.
Ces critiques n’entachent pas sa réputation. Entre 1901 et 1913, il devient rédacteur en chef de La Semaine religieuse de Québec, autre périodique fondé par Provancher. En 1913, il est nommé entomologiste provincial, jusqu'en 1915, avant d'être remplacé par Georges Maheux. Puis il devient conservateur du Musée de l'Instruction publique et du musée du Parlement de 1904 à 1927.
Le père Huard a de grandes ambitions. Il espère en vain achever la grande œuvre de Provancher sur l'étude des insectes des provinces, mais achève néanmoins la biographie sur Provancher, publiée dans Le Naturaliste Canadien, puis sous forme de livre. Ce travail, en dépit d'être plus hagiographique qu'historique, demeure la seule véritable biographie sur l'abbé Léon Provancher.
En 2003, sa collection entomologique est acquise et restaurée par l'Université de Laval. Elle contient approximativement 8 000 spécimens représentant 3 000 espèces, principalement du Saguenay-Lac-Saint-Jean et de la région de Québec.

## Œuvre
- Traité élémentaire de zoologie et d'hygiène, 1905 ;
- Abrégé de zoologie, 1907 ;
- Manuel des sciences usuelles, avec Henri Simard ;
- Abrégé de minéralogie ;
- Abrégé de botanique ;
- Abrégé de géologie ;
- Faune entomologique de la province de Québec, 1925 ;
- Victor-Alphonse Huard, « Aux Bermudes. Journal de Voyage (extraits) », Bulletin de la Société de géographie de Québec, vol. 3, no 4,‎ mai 1909.

## Hommages et distinctions
- 1903 : Pro Ecclesia et Pontifice par Pie XI ;
- 1913 : membre de la section scientifique de la Société royale du Canada ;
- 1915 : chanoine honoraire ;
- 1916 : docteur honoris causa de l'Université de Laval ;
- 1924 : bénédiction apostolique spéciale de Pie XI ;
- 1929 : prélat domestique du pape (titre posthume) ;
- 1990 : création de la réserve écologique Victor-A.-Huard près du lac Kénogami.

## Annexe